# Je veux voir Dieu
Pour les articles homonymes, voir Je veux voir (homonymie).
Je veux voir Dieu est un ouvrage de théologie mystique écrit par le père carme Marie-Eugène de l'Enfant-Jésus en 1947. Initialement édité en deux tomes, l'ouvrage est réédité en 1957 en un seul volume (rassemblant les deux tomes). Cet ouvrage présente une synthèse des grands maîtres spirituels du Carmel (sainte Thérèse d’Avila, saint Jean de la Croix, sainte Thérèse de Lisieux). Le plan de l'ouvrage suit le cheminement spirituel proposé par Thérèse d'Avila dans son livre Le Château intérieur. L'ouvrage, enrichi de la propre expérience de l'auteur, se veut facile à lire, et « accessible à tous ».
L'ouvrage réédité régulièrement et vendu à plus de 100 000 exemplaires dans le monde, est également traduit en plusieurs langues. Le P. Marie-Eugène de l'Enfant-Jésus a été béatifié en 2016.

## Historique de l'ouvrage
Né en 1894, le jeune Henri Grialou veut très vite devenir prêtre, il entre au séminaire où il découvre les textes de Jean de la Croix qui sont pour lui une révélation. Le jeune séminariste décide alors d'entrer au noviciat des carmes où il est ordonné prêtre en 1922. Après un temps de prédication auprès de laïcs, il fonde l'institut Notre-Dame de Vie en 1932.
Dans les années 1930, le père Marie-Eugène de l'Enfant-Jésus reçoit à Tarascon un groupe, comprenant plusieurs enseignants, qui lui demande « d'apprendre à prier ». Il débute alors un cycle d'enseignement qui se veut « pratique et vivant », essayant « d’éclairer comment Dieu agit dans notre vie et comment nous pouvons y coopérer ». Ces enseignements s'appuient sur « la Parole de Dieu », ainsi que les témoignages et les enseignements des grands maîtres spirituels du Carmel (sainte Thérèse d’Avila, saint Jean de la Croix, sainte Thérèse de l’Enfant-Jésus). Pour cela, Marie-Eugène réalise et développe une synthèse personnelle des enseignements spirituels (de ces grands maîtres) avant de les retransmettre dans ses conférences.
Très vite, le père Marie-Eugène décide de mettre par écrit ces enseignements et choisit de présenter « l’expérience des saints du Carmel » sous forme d’un exposé clair et ordonné. Le premier volume Je veux voir Dieu, paraît en octobre 1947 (son titre complet est : La Spiritualité thérésienne : Je veux voir Dieu). Le second, Je suis fille de l’Église est édité en mars 1951. 
Ces deux volumes sont rassemblés en un seul ouvrage en juillet 1957 à l'occasion de la 3e édition de l'ouvrage.
Cet ouvrage, régulièrement réédité, a été traduit en différentes langues. Vendu à plus de 60 000 exemplaires en France, il a été diffusé à plus de 100 000 exemplaires dans le monde,.

## L'ouvrage

### Présentation
Pour le Père Marie-Eugène, l'homme ne doit jamais perdre de vue le sens de sa destinée surnaturelle et éternelle : « Ne nous laissons pas troubler par les appels qui viennent du prince de ce monde qui voudrait faire de ce monde un paradis, y établir des conditions telles qu'elles nous fassent oublier Dieu, oublier la vie éternelle », dit-il dans une homélie.  Le Père Marie-Laurent Huet ajoute «  Le Père Marie-Eugène a voulu transmettre cette expérience de la vie de la grâce, avec la conviction que le Seigneur veut faire de nous des saints, et que la sagesse du Carmel donnait des moyens pour cela. Notamment grâce à ses trois maîtres et docteurs de l’Église, Thérèse d’Avila, Jean de la Croix et Thérèse de l’Enfant-Jésus ».
La lecture de ce livre est facile et agréable car le langage utilisé n'est pas celui de la théologie mais celui de la vie et de l'Amour comme tout un chacun peut l'exprimer. Le livre  « expose l’ensemble du chemin spirituel, et tout ce qui peut arriver au cours de cette vie spirituelle », comme un guide d’accompagnement de l’âme. 
De plus il n'est pas nécessaire de lire le livre de bout en bout : chaque chapitre peut se lire indépendamment des autres et forme un tout autour du thème abordé (connaissance de soi, l’oraison, les distractions, les dons de l’Esprit-Saint, le démon, les nuits, les faveurs extraordinaires, les fiançailles, le mariage spirituel…). Au-delà d'un livre de théologie, ce livre transmet « de manière discrète », l'expérience vécue du père Marie-Eugène, « parce que ce dont il parle, il l’a vécu ».
Pour sa part, le père Menvielle estime que : « [le père Marie-Eugène] prend ses lecteurs par la main et les conduit d’une manière pédagogique jusqu’à la sainteté selon la spiritualité des Maîtres du Carmel qu’il a enrichie de sa propre expérience. Je veux voir Dieu donne des clés précieuses pour la prière, pour la vie spirituelle en général, pour devenir apôtre et témoin de Dieu, pour participer à la mission comme collaborateur de l’Esprit ».

### La ligne directrice

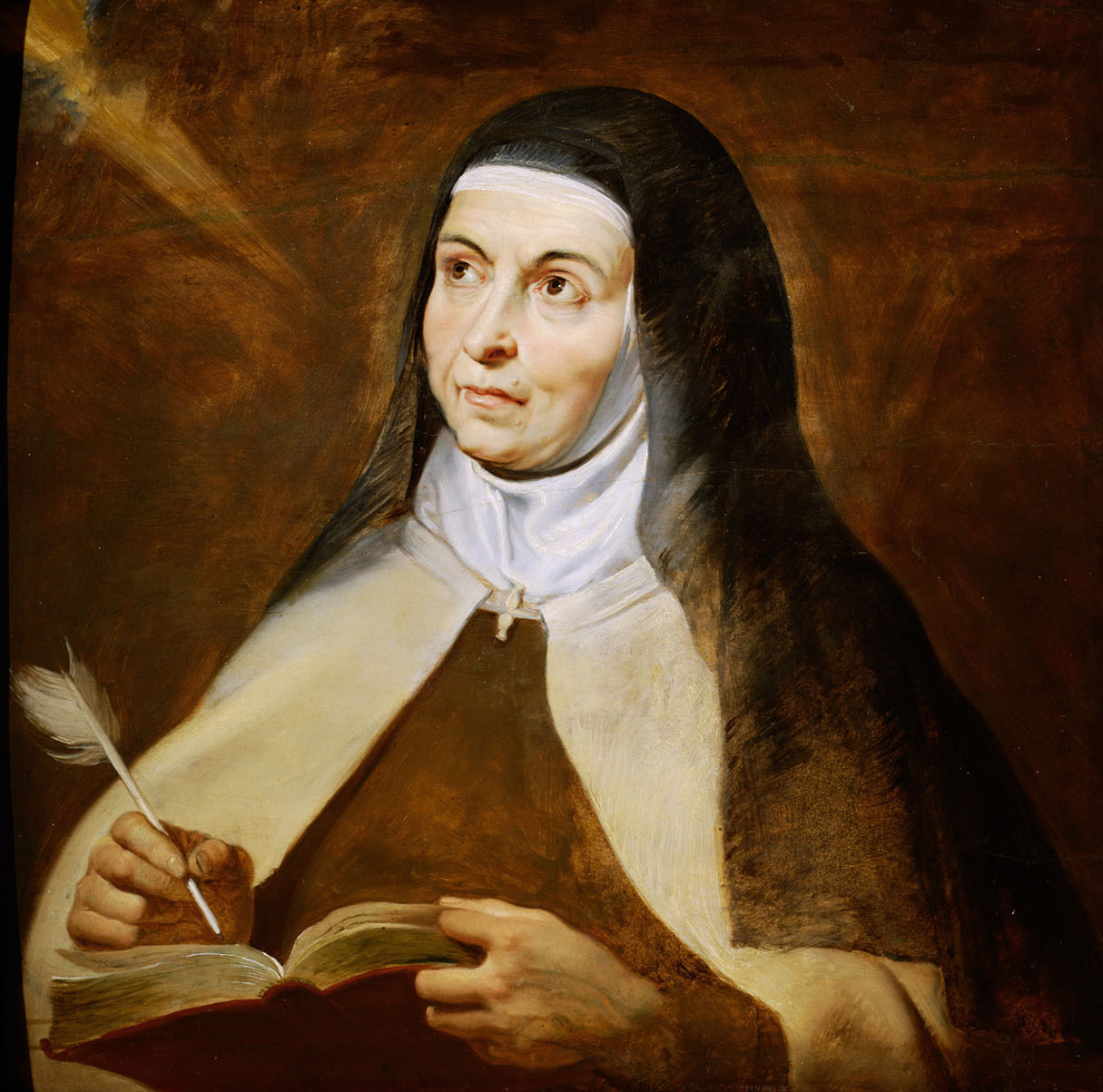
Thérèse d'Avila par Pierre Paul Rubens (1615).

Le livre décrit progressivement les sept Demeures de l’Âme, en prenant appui et référence sur l'expérience mystique vécue par sainte Thérèse d'Avila, expérience qu'elle a décrit dans son ouvrage Le Château intérieur. 
Ainsi, le père Marie-Eugène propose de cheminer progressivement de la première Demeure (vie spirituelle presque éteinte) vers la 2e Demeure (Effort vigoureux et douloureux d'ascension), puis la 3e Demeure (Triomphe de l'activité raisonnable), la 4e Demeure (Nuit des sens), la 5e Demeure (Union de volonté). Ensuite, et si l’Âme continue à persévérer dans sa progression, viennent les 6e et 7e Demeures (Nuit de l'esprit : Formation du saint et de l'apôtre) et enfin Union transformante ; ce que le père Louis Menvielle résume en une phrase « le Père Marie-Eugène prend son lecteur par la main dès les premières pages du livre et le conduit à travers les chapitres sur le chemin de la croissance spirituelle qui aboutit à la plénitude de notre vocation baptismale, ce que l’on appelle la sainteté. ».
S'il cite abondamment le livre du Château intérieur, le bienheureux Marie-Eugène fait aussi largement référence au Chemin de perfection de sainte Thérèse d'Avila, ainsi qu'aux différents ouvrages spirituels de saint Jean de la Croix et à l'Histoire d'une âme de sainte Thérèse de Lisieux.

### Composition de l'ouvrage
L'ouvrage est découpé en cinq parties. Chaque partie est composée de 9 ou 10 chapitres. Chaque chapitre est redécoupé en sous-chapitres (de 2 à 4), pouvant eux-mêmes être redécoupés en sous-parties avec des titres. Les 3 premières parties correspondent au premier tome publié (Je veux voir Dieu), les deux dernières correspondent second tome (Je suis fille de l’Église).
Les cinq grandes parties sont les suivantes :
- 1re partie : Perspectives. Cette partie est découpée en 9 chapitres
- 2e partie : Premières étapes (10 chapitres)
- 3e partie : Contemplation et vie mystique (10 chapitres)
- 4e partie : Jusqu'à l'union de volonté (9 chapitres)
- 5e partie : Sainteté pour l’Église (9 chapitres)

Des tables et index sont présents à la fin de l'ouvrage pour un accès thématique :
- Table analytique (mots clés et thèmes abordés avec renvoi vers les chapitres de l'ouvrages ) : p. 1081-1123
- Index des citations bibliques ainsi que des écrits de Jean de la Croix, Thérèse d'Avila et Thérèse de Lisieux : p. 1125-1138
- Index des noms des personnes citées p. 1139-1144
- Table des matières p. 1145-1158

### Un ouvrage de référence
Pour le cardinal Cottier, le livre Je veux voir Dieu est non seulement un « guide spirituel », mais aussi un « traité de théologie mystique ». Ainsi, lors du procès en béatification du père Marie-Eugène, le Général des Carmes a écrit que Je veux voir Dieu est « une somme de théologie spirituelle, (…) un chef-d’œuvre qui met l’auteur parmi les grands maîtres de spiritualité que Dieu a donnés à l’Église par le Carmel ». Le père Louis Menvielle ajoute : « la compétence intellectuelle et spirituelle de l’auteur, l’ampleur et la précision du sujet en font aussi un ouvrage de référence incontournable en théologie spirituelle ». Cependant, cet ouvrage se veut également très pratique pour le lecteur, le père Marie-Eugène estimant que « l’enseignement le plus rigoureux doit conduire aux réalisations concrètes de la croissance vers la sainteté ».
Pour sa part, un jésuite, professeur de théologie a écrit au père Marie-Eugène : « J’ai singulièrement goûté votre ouvrage et à bien des titres : doctrine sûre, tout ensemble si riche et si nuancé ; exposé dense, positif, toujours serein et si respectueux des âmes ; tracé lumineux de l’itinéraire de sainte Thérèse, de saint Jean de la Croix, et de sainte Thérèse de l’Enfant-Jésus. Tout à la fois sobre et chaud, toujours si juste et bienveillant ; orientations sages et rapides aux tournants délicats ou dans les problèmes plus épineux. Je ne doute pas que la fatigue que dissimulent ces pages lumineuses se révèle très féconde ; que bien des âmes y entrevoient la fraîcheur de la source vive et y puisent un élan renouvelé pour s’acheminer vers elle pour y participer à la mesure du don de Dieu ». C'est également l'avis d'autres lecteurs qui estiment que ce livre est « accessible à tous », et très adapté aux laïcs, la seule condition étant « d’avoir un vrai désir de vie spirituelle ». 
Lors des vœux à la Curie en décembre 2017, le pape François a offert un exemplaire de l'ouvrage dans sa traduction italienne à chacun des cardinaux présents.

## Publications
Publications, rééditions et traductions de l'ouvrage
- 1949 : édition de Je veux voir Dieu (le Tome 1).
- 1951 : édition de Je suis fille de l’Église (le Tome 2 de l'ouvrage)
- milieu des années 1950 : traduction en italien des deux ouvrages : sous le titre Voglio vedere Dio et Sono figlia della Chiesa.
- 1957 : 3e édition de l'ouvrage, et fusion des deux ouvrages : Je veux voir Dieu et Je suis fille de l’Église sous un seul titre : Je veux voir Dieu.
- 1963 : 3e édition de l'ouvrage (tome 1 et 2 réunis)
- 1973 : réédition de l'ouvrage
- 1988 : 7e édition
- 1994 : traduction allemande : (de) Maria-Eugen Grialou et Afra Hildebrand, Ich will Gott schauen : Weg des Getauften mit den Meistern des Karmel, Fribourg, Paulusverlag, 1994, 1375 p. (ISBN 978-3-7228-0315-9, lire en ligne).
- 2009 : (it) Maria Eugenio del Bambino Gesù et Maria Rosaria Del Genio, Voglio vedere Dio, janvier 2009, 1362 p. (ISBN 978-88-209-8189-1).
- 2014 : Marie-Eugène de l'Enfant-Jésus, Je veux voir Dieu, Toulouse, Éditions du Carmel, octobre 2014, 9e éd., 1380 p. (ISBN 978-2-84713-273-1).
- 2015 : traduction en portugais du Brésil : Frei Maria-Eugênio do Menino Jesus, OCD et Irmã Joana da Cruz,, Quero ver a Deus, Petrópolis, Editora Vozes, 2018, 1536 p. (ISBN 978-85-326-5064-1).

ouvrages didactiques ou d'introduction
- Institut Notre-Dame de Vie, Pour lire Je veux voir Dieu : Aborder un grand texte du Père Marie-Eugène de l'Enfant-Jésus, ocd, Toulouse, Éditions du Carmel, coll. « Vives flammes », avril 2012, 133 p. (ISBN 978-2-84713-189-5).
- Marie-Eugène de l'Enfant-Jésus, Viens rencontrer le Dieu vivant : entrer dans la prière avec "Je veux voir Dieu, Éditions du Carmel, septembre 2004, 39 p. (ISBN 978-2-84713-023-2).